# Leland Stanford

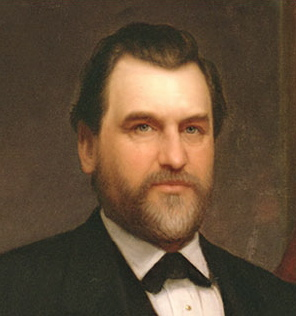
Leland Stanford

Amasa Leland Stanford (* 9. März 1824 in Watervliet, Albany County, New York; † 21. Juni 1893 in Palo Alto, Kalifornien) war ein US-amerikanischer Eisenbahn-Unternehmer, Politiker und Begründer der Stanford University.

## Leben

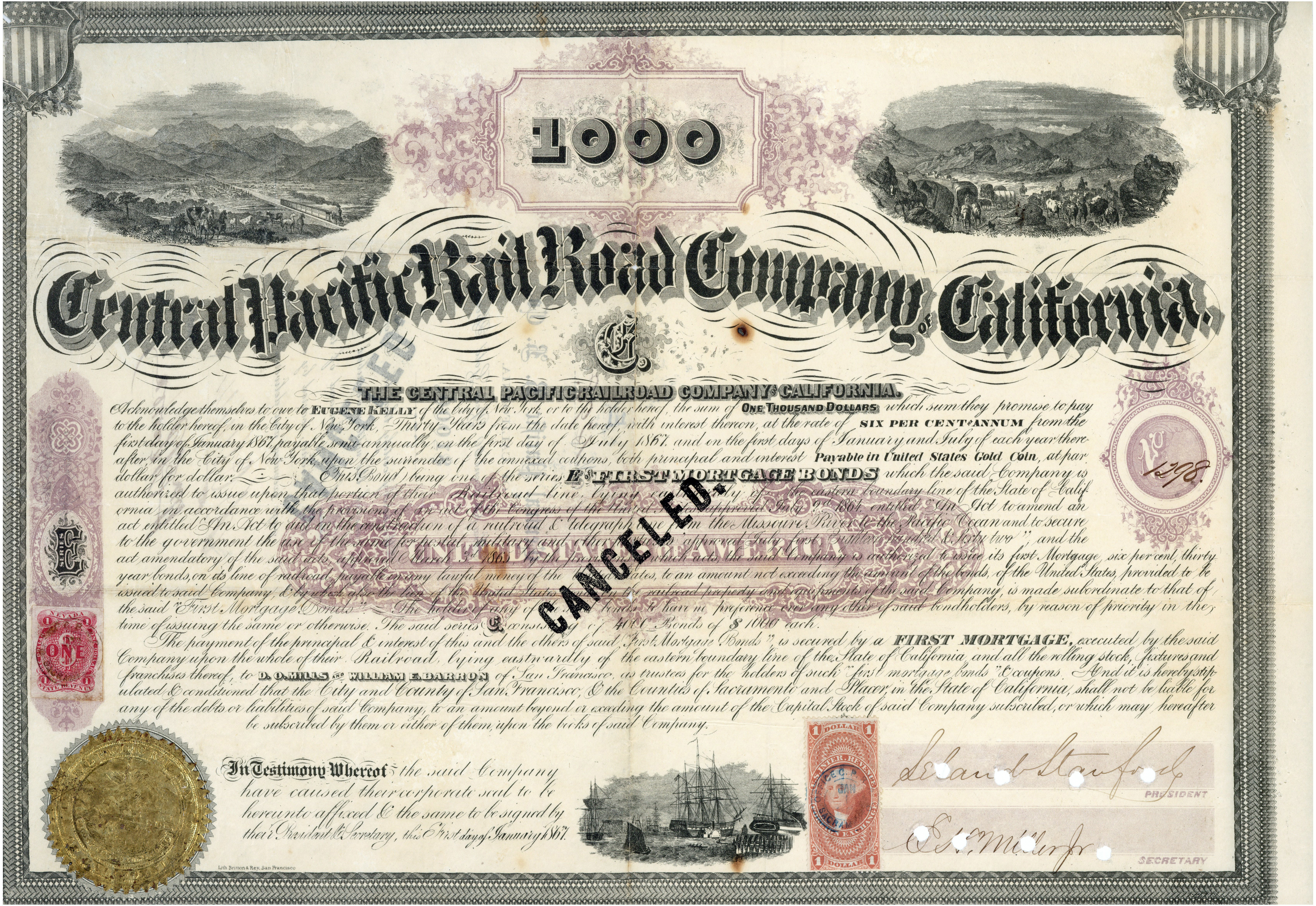
Erstrangige Hypothekenanleihe der Central Pacific Railroad über 1000 $, ausgegeben am 1. Januar 1867 zur Finanzierung des Baus der transkontinentalen Eisenbahn, Kapital und Zinsen zahlbar in Gold in New York, original signiert von Leland Stanford als Präsident der Eisenbahngesellschaft

Leland war eines von acht Kindern von Josiah und Elizabeth Phillips Stanford. Seine Vorfahren siedelten um 1720 im Mohawk Valley von New York. Er lernte am Clinton Liberal Institute in Clinton, New York, und studierte am Cazenovia College in Cazenovia, New York, sowie später in Albany Jura. Seine Zulassung als Anwalt erhielt er 1848. Er zog nach Port Washington, Wisconsin. Am 30. September 1850 heiratete er Jane Elizabeth Lathrop in Albany. Nachdem er 1852 durch ein Feuer seinen Besitz verloren hatte, zog er nach Kalifornien und versuchte sein Glück als Goldgräber in Michigan Bluff im Placer County. Er arbeitete dann als Anwalt, hatte aber schließlich mehr Erfolg als Geschäftsmann. Seine drei Brüder folgten ihm nach Kalifornien. Er betrieb mit ihnen ein Geschäft für Goldgräberwerkzeuge. Er war Friedensrichter und half auch bei der Errichtung der Bibliothek von Sacramento mit. Im Jahr 1856 zog er nach San Francisco und betrieb Handelsgeschäfte in großem Stil. Das große Geld verdiente er mit dem Eisenbahnbau und der damit verbundenen Landerschließung. Als einer der „Großen Vier“ war er Mitbegründer und wurde 1861 Präsident der Central Pacific Railroad (CP). Die erste Lokomotive der Firma wurde ihm zu Ehren auf den Namen „Governor Stanford“ getauft. Unter seiner Führung baute die CP die erste Eisenbahnlinie über die Sierra Nevada. Dabei wurden 530 Meilen in 293 Tagen gebaut. 1891 gründete er zusammen mit seiner Frau auf dem Campus der Universität auch das Stanford University Museum of Art.

## Eisenbahner
In seiner Eigenschaft als Leiter der Eisenbahngesellschaft, die den Westteil der ersten transkontinentalen Eisenbahn Nordamerikas über die Sierra Nevada baute, brachte er am 10. Mai 1869 den berühmten goldenen Nagel (→Golden Spike National Historic Site) zum Zusammentreffen der beiden beteiligten Eisenbahnen mit. Im Jahr 1872 beauftragte er Eadweard Muybridge, die neu entwickelte Fototechnologie zu benutzen, um festzustellen, ob ein galoppierendes Pferd immer mindestens einen Huf am Boden hat oder ob es kurzzeitig alle vier Hufe in der Luft hat. Das Ergebnis lautete, dass Pferde im Galopp sehr wohl alle vier Hufe gleichzeitig vom Boden heben. Dieses Projekt, mit dem Bewegung durch eine Serie von unbewegten Bildern gezeigt wird, die schnell hintereinander betrachtet werden, war ein Vorläufer des Films. Stanford war von 1885 bis 1890 Präsident der Southern Pacific Railroad. Gleichzeitig behielt er seine Funktion als Vorstand der Central Pacific Railroad bis zu seinem Tod im Jahr 1893 bei. Für den Eisenbahnbau förderte Stanford die Einwanderung von Chinesen, um Arbeiter für den Bau der Eisenbahn zu finden. Als die Arbeitsplätze aber knapper wurden, machte Stanford die eingewanderten Chinesen zum Sündenbock und befürwortete ein Gesetz des Staates Kalifornien, das durch ungerechte Steuern und andere Vorschriften die Chinesen benachteiligte.

## Politik
Stanford war Mitglied der Republikanischen Partei und politisch aktiv. Er war von Dezember 1861 bis Dezember 1863 der achte Gouverneur Kaliforniens. Während seiner Amtszeit halbierte er die Staatsschulden Kaliforniens und setzte sich für den Schutz der Wälder ein. Nach seiner Amtszeit wurde die Länge der Amtszeit von zwei auf vier Jahre verlängert. Das entsprechende Gesetz wurde noch während seiner Amtszeit erlassen. Er leitete auch die Gründung der San José State University.
Später diente er etwas länger als eine Amtszeit als Senator im US-Senat, von 1885 bis zu seinem Tod 1893. Er starb mit 69 Jahren. Er war vier Jahre Vorsitzender des Senatsausschusses für öffentliches Bauen und öffentliche Grundstücke (Senate Committee on Public Buildings and Grounds).

## Privat
Stanford besaß auch ein Weingut, das Leland Stanford Winery (gegründet 1869). Es wurde von seinem Bruder Josiah geleitet. Weiterhin besaß er große Weingüter im Tehama County und im Butte County sowie Tierzuchtbetriebe. Die Stanfords besaßen einen stattlichen Wohnsitz in Sacramento. Es war der Geburtsort seines einzigen Sohnes. Heute ist das Haus ein Museum, das auch für wichtige Feierlichkeiten des Staates Kalifornien verwendet wird. Einen weiteren Wohnsitz hatte er in San Francisco im Stadtteil Nob Hill. Gemeinsam mit seiner Frau Jane gründete er die Leland Stanford Junior University zum Andenken an ihr einziges Kind, Leland Stanford Jr., der als Jugendlicher während einer Europareise in Florenz an Typhus starb.
Ungefähr 20 Millionen US-Dollar, was heute einem Wert von 400 Millionen entspricht, aus dem Vermögen der Stanfords flossen anfänglich in die Universität. Im Jahr 1880 wurde das gesamte Vermögen der Stanfords auf 50 Millionen US-Dollar geschätzt.
Leland Stanford starb in seinem Haus in Palo Alto und wurde im Mausoleum der Familie auf dem Campusgelände der Stanford University begraben.